# خوزه د آرائوخو
خوزه د آرائوخو (انگلیسی: Esquerdinha; ۶ مهٔ ۱۹۷۲ – ۳۱ اکتبر ۲۰۱۸) بازیکن فوتبال اهل برزیل بود که در پست دفاع چپ بازی می‌کرد.